# Dominik Krokowski
Dominik Krokowski herbu Ślepowron (zm. w 1785) – urzędnik, senator I Rzeczypospolitej. Miecznik czerwonogrodzki (1729), łowczy podolski (1744), sędzia grodzki kamieniecki (1745), sędzia ziemski kamieniecki (1748), kasztelan buski (1783).